# Есра Ердоган
Есра Ердоган Албайрак (тур. Esra Erdoğan Albayrak; (14 жовтня 1983 , Стамбул )) — турецька вчена, соціолог, дочка 12-го президента Туреччини Реджепа Тайіпа Ердогана і дружина 66-го міністра фінансів і казначейства країни Берата Албайрака.

## Життєпис
Народилася 14 жовтня 1983 року в сім'ї Реджепа Тайіпа та Еміне Ердоган. Має трьох братів і сестер — Ахмет Бурак, Неджметтін Білал і Сюмейє.
11 липня 2004 вийшла заміж за Берата Албайрака, сина Садика Албайрака, турецького політика та журналіста, друга президента Туреччини Реджепа Ердогана. Церемонія одруження відбулася у Міжнародному Стамбульському виставковому та конгрес-центрі Лютфі Кирдар. Серед її гостей були прем'єр-міністр Румунії Адріан Нестасе, прем'єр-міністр Греції Костас Караманліс, король Йорданії Абдалла II, президент Пакистану Первез Мушарраф, міністр закордонних справ Туреччини Абдулла Гюль і речник Великих національних зборів Туреччини Бюлент Аринч.
Народила Албайраку чотирьох дітей: Ахмета Акіфа (нар. 2006), Еміне Махінур (нар. 2009), Садика (нар. 2015) та Хамзу Саліха (нар. 2020) .

## Освіта
Закінчила середню школу Кадика Імам Хатіп, а в 2003 отримала ступінь бакалавра в галузі соціології та історії в Індіанському університеті. Потім вона здобула ступінь магістра в Каліфорнійському університеті в Берклі.
У 2016 захистила кандидатську дисертацію з соціології у тому ж університеті. Один з її друзів, з яким вона навчалася, охарактеризував її як людину з «сильним характером, чіткими переконаннями щодо життя, віри, політики та сім'ї».

## Громадська діяльність
Есра є членом правління фонду TURKEN у Нью-Йорку (США), TÜRGEV (Турецький фонд допомоги молоді та освіти) та некомерційної організації Green Crescent, створеної під керівництвом її батька Реджепа Тайіпа Ердогана. Вона також брала участь у кампанії «Ми волонтери, ми вчимо», ініційованої муніципалітетом «Умраніє для людей з обмеженими можливостями».